# سونيا لوسون
سونيا لوسون (بالإنجليزية: Sonia Lawson)‏ هي رسامة وفنانة بريطانية، ولدت في 2 يونيو 1934.